# Накоступово
Накоступово — деревня в Любимском районе Ярославской области.
С точки зрения административно-территориального устройства входит в состав Воскресенского сельского округа. С точки зрения муниципального устройства входит в состав Воскресенского сельского поселения.

## География
Расположена на берегу реки Уча.

## Население
Население по состоянию на 2010 год — 22 чел., по состоянию на 1989 год — 48 чел.